# Association des anciens amateurs de récits de guerre et d’holocauste
Association des anciens amateurs de récits de guerre et d’holocauste (AAARGH), deutsch:  „Vereinigung der langjährigen Liebhaber von Kriegs- und Holocaust-Erzählungen“, ist eine 1996 gegründete Gruppe, die Texte von international bekannten, vor allem französischen und deutschen Holocaustleugnern in mehreren Sprachen kostenlos im Internet verbreitet und versucht, den Geschichtsrevisionismus seriös und harmlos darzustellen.
Wegen des Missbrauches von Texten international anerkannter Historiker wurden die Internetseiten von AAARGH bereits mehrfach behördlich geschlossen. Für neues Webhosting sorgte bis November 2000 der Schwede Ahmed Rami, der die Zusammenführung von islamischem Fundamentalismus mit europäischem und US-amerikanischem Geschichtsrevisionismus anstrebt.
Die Historikerin Juliane Wetzel stellt fest, dass die Verbindung zu Rami „die merkwürdige Affinität einiger rechtsextremer Gruppierungen zum islamischen Fundamentalismus“ deutlich mache, die „ihre Gemeinsamkeit im Antisemitismus/Antizionismus“ finde. Die Website wird seit März 2001 von der belgischen Organisation Vrij Historisch Onderzoek (VHO) des Siegfried Verbeke gehostet, für deren Internetgestaltung der deutsche rechtsextreme Holocaustleugner und Neonazi Germar Rudolf verantwortlich ist.
Am 13. Juni 2005 verurteilte das Tribunal de Grande Instance in Paris mehrere große französische Internet-Provider dazu, ihren Kunden auf französischem Hoheitsgebiet den Zugriff auf die Webseiten der AAARGH zu sperren.